# NGC 2360
NGC 2360 (другое обозначение — OCL 589) — рассеянное скопление в созвездии Большой Пёс.
Этот объект входит в число перечисленных в оригинальной редакции «Нового общего каталога». Другое его название — «Скопление Каролины». Оно связано с его первооткрывательницей — Каролиной Гершель, наблюдавшей его 26 февраля 1783 года с помощью «искателя комет», небольшого телескопа с увеличением 14,5× и полем зрения 3°10'. Она описала увиденное как «красивое скопление довольно скученных звезд диаметром почти 1/2 градуса». Ее записи оставались незамеченными до тех пор, пока ее брат Уильям в 1786 году не включил скопление в свой каталог 1000 скоплений и туманностей и не указал Каролину в качестве первооткрывателя. Скопление находится в 3,5 градусах к востоку от γ Большого Пса и менее чем в одном градусе к северо-западу от затменной двойной звезды R Большого Пса, его общая видимая звездная величина составляет 7,2. Угловой диаметр скопления составляет 13 угловых минут. У западного края скопления находится не связанная с ним звезда HD 56405 5,5 величины.
Американский астроном Олин Дж. Эгген в 1968 году исследовал скопление и пришел к выводу, что самая яркая звезда в этом поле, HD 56847 с величиной 8,96, вероятно, не является истинным членом скопления, а случайно накладывается на него. Он также идентифицировал 1-2 голубых страгглеров. Это неожиданно горячие и яркие звезды, которые кажутся моложе окружающих звезд и, вероятно, образовались в результате поглощения вещества звезд-компаньонов. В настоящее время в скоплении таких астрономами насчитывается четыре. Анализируя наименее массивные, превратившиеся в красных гигантов, а именно звезд массой 1,8 или 1,9 солнечных, швейцарские астрономы Жан-Клод Мермийод и Мишель Майор смогли оценить возраст скопления — он составляет примерно 2,2 миллиарда лет. Скопление имеет диаметр около 15 световых лет и расположено в 3700 световых годах от Земли.
В скоплении обнаружен избыток элементов, генерируемых s-процессом (по сравнению с звёздами поля диска скопления). Это явление наблюдается в молодых рассеянных скоплениях и объясняется эффективностью этого процесса в звёздах с массой менее 1,5 масс Солнца. Наблюдение за такими скоплениями, как NGC 2360 необходимо для подтверждения этого избытка. Однако он не находит объяснения в моделях эволюции звёзд.